# Louis Welden Hawkins

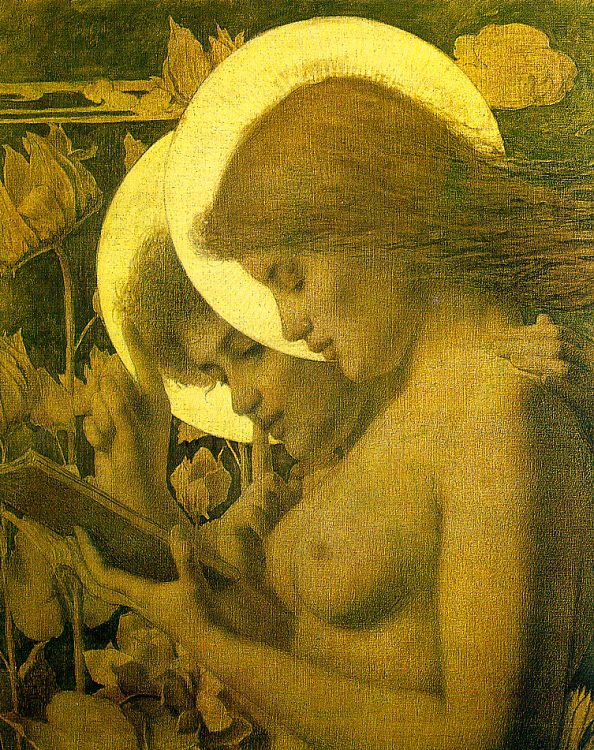
Ángel con aureola (1894), colección privada, París

Louis Welden Hawkins (Esslingen am Neckar, 1 de julio de 1849-París, 1 de mayo de 1910) fue un pintor simbolista francés. 

## Biografía
Louis Welden Hawkins nació en Alemania, hijo de padre inglés y madre austriaca, pero vivió desde niño en Francia. Estudió en la Académie Julian con William Bouguereau, Jules Joseph Lefebvre y Gustave Boulanger. 
Su técnica densa y minuciosa le acerca más al prerrafaelismo que al simbolismo, pero se movió en el ambiente simbolista, manteniendo contactos con escritores como Stéphane Mallarmé, Jean Lorrain y Robert de Montesquiou, y exponiendo en el Salon des Artistes Français, en la Société Nationale, el Salon de la Rose+Croix y en la Libre Estéthique de Bruselas.